# Robert Braithwaite
Robert Braithwaite (10 de mayo de 1824-20 de octubre de 1917) fue un briólogo y naturalista británico.
Se desempeñó profesionalmente como médico de cabecera. Se casó con Charlotte Elizabeth, hija de Nathaniel Bagshaw Ward, quien lo influyó. Su más conocida contribución a la briología fueron fue su triple volumen The British Moss-Flora (1887–1905).

## Eponimia
- (Elaeocarpaceae) Aristotelia braithwaitei F.Muell.[4]
- (Hymenophyllaceae) Hymenophyllum braithwaitei Ebihara & K.Iwats.[5]
- (Thelypteridaceae) Sphaerostephanos braithwaitei Holttum[6]